# Stephen Barr
Stephen Matthew Barr (28 de noviembre de 1953) es un físico estadounidense y profesor emérito de física en la Universidad de Delaware. Es miembro del Instituto de Investigación Bartol, donde investiga sobre física teórica de partículas y cosmología. En 2011, fue elegido miembro de la Sociedad Estadounidense de Física, «por sus contribuciones originales a las grandes teorías unificadas, la violación de la CP y la bariogénesis».

## Biografía
Se graduó de Columbia College en 1974. Recibió su doctorado en física teórica de partículas por la Universidad de Princeton en 1978. Luego realizó investigaciones en la Universidad de Pensilvania como becario postdoctoral (1978-80), la Universidad de Washington como profesor asistente de investigación (1980-85) y el Laboratorio Nacional Brookhaven como científico asociado (1985-87), antes de incorporarse a la Universidad de Delaware en 1987. Fue elegido director del Instituto de Investigación Bartol de la Universidad de Delaware en 2011.
Su notable trabajo incluye el co-descubrimiento del muy estudiado esquema de unificación SU(5) invertido, la identificación del diagrama de Barr-Zee como una fuente importante del momento dipolar eléctrico para partículas básicas como el electrón y el neutrón en muchas teorías, y la propuesta del tan estudiado esquema de unificación invertido SU(5). -llamado mecanismo Nelson-Barr como solución al problema del CP fuerte. Es autor del artículo sobre "Grandes Teorías Unificadas" para la Enciclopedia de Física.
Es católico practicante, escribe y da conferencias con frecuencia sobre la relación entre ciencia y religión. Desde 2000 ha formado parte del consejo asesor editorial (ahora el consejo asesor) de la revista intelectual religiosa ecuménica First Things, en la que muchos de sus artículos y reseñas de libros han aparecido desde 1995. Sus escritos también han aparecido en Commonweal, National Review, Modern Age, The Public Interest, America, The Wall Street Journal y otras publicaciones. En 2002 impartió la Conferencia Erasmus, patrocinada por el Instituto de Religión y Vida Pública. En 2007 recibió la Medalla Benemerenti de manos del Papa Benedicto XVI. En 2010 fue elegido miembro de la Academia de Teología Católica. También es presidente de la Sociedad de Científicos Católicos.

### Vida personal
Está casado con Kathleen Whitney Barr. Tienen cinco hijos. Es el hermano menor de William Barr, e hijo de Donald Barr, un educador que se desempeñó como director de la Escuela Dalton y la Escuela Hackley.

## Publicaciones

### Libros
- Stephen M. Barr, (2006) Física moderna y fe antigua. Prensa de la Universidad de Notre Dame.[10][11][12]
- Stephen M. Barr, (2006) Guía para estudiantes de ciencias naturales. Prensa ISI. ISBN 1932236929
- Stephen M. Barr, (2011) Ciencia y religión: el mito del conflicto (explicaciones). Sociedad Católica de la Verdad. ISBN 1860827276
- Stephen M. Barr, (2016) El científico creyente: ensayos sobre ciencia y religión. Descripción y flecha/vista previa desplazable. Eerdmans. ISBN 0802873707

### Artículos
Stephen M. Barr, (2023) Contrary to Popular Belief: The Catholic Church Has No Quarrel With Evolution and Never Condemned It.